# Övre Dösjön
Övre Dösjön är en sjö i Nordanstigs kommun i Hälsingland och ingår i Ljungan-Gnarpsåns kustområde.